# Mylonite

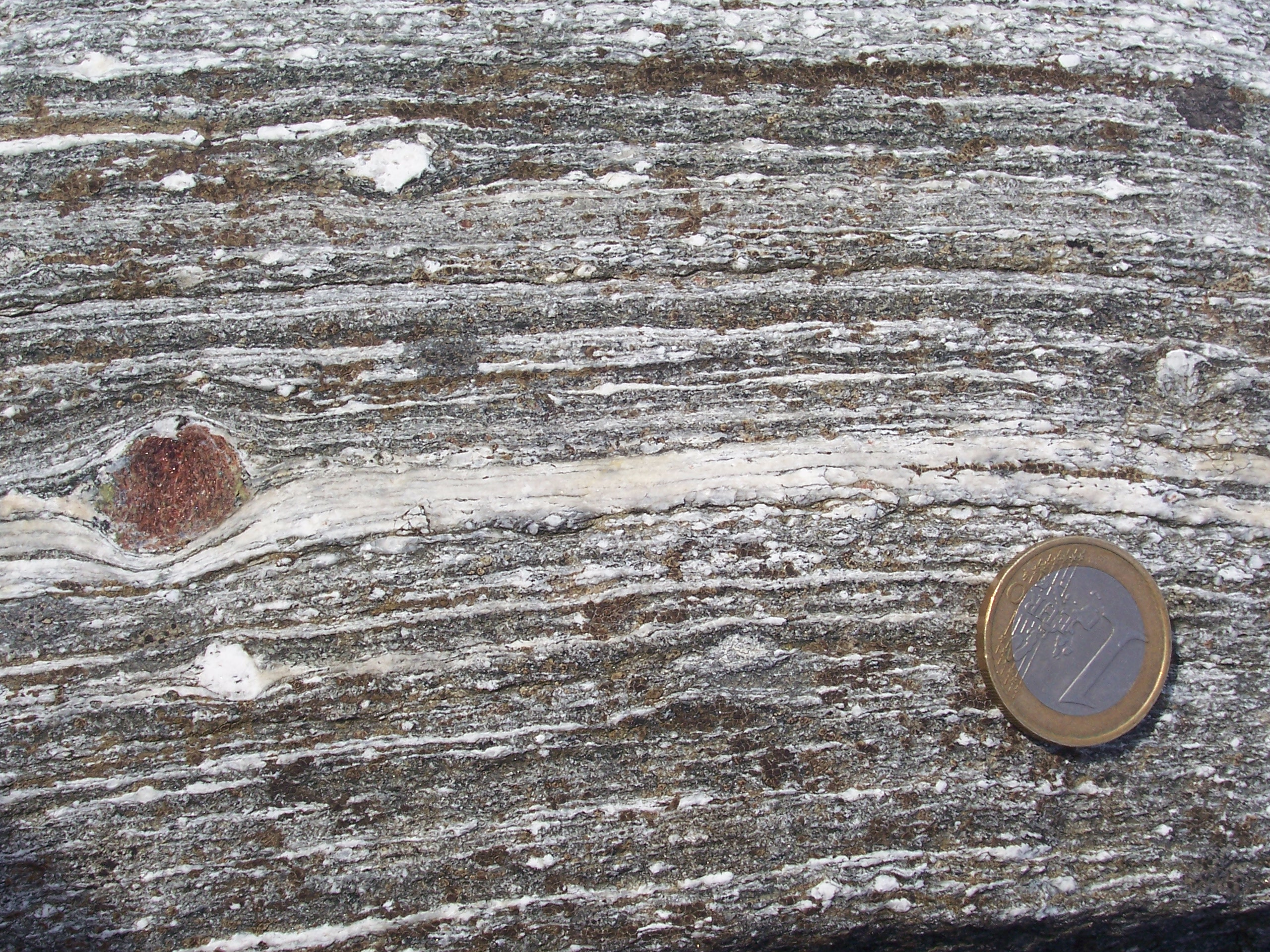
Une mylonite amphibolitique montrant des porphyroclastes.

La mylonite (du grec mulôn, « moulin ») est une roche métamorphique caractérisée par une recristallisation dynamique des minéraux qui la composent, sous l'effet d'une intense déformation principalement ductile (zones de cisaillement lors des phases violentes du métamorphisme cataclastique[pas clair]), par une texture typique très finement litée et par une importante réduction de taille de grain, la majorité des cristaux n'étant plus visibles à l'œil nu. En France, le terme mylonite s'applique à toute roche ayant subi une réduction de taille de grain importante, indépendamment du mode de déformation qui peut être cassant ou ductile.
L’ultramylonite est une mylonite dans laquelle ne persiste aucun porphyroclaste visible.
La blastomylonite est une mylonite qui montre des cristaux brisés (clastes et porphyroclastes) moulés par une matrice granoblastique (blastes).

## Caractéristiques
L'élément majeur des mylonites dérivant de roches plutoniques acides ou de métavolcanites est le ruban de quartz (lits riches en quartz et feldspaths recristallisés). Dans la déformation, les cristaux de quartz reliques sont fracturés et les quartz néoformés croissent sous la contrainte.
La recristallisation dynamique des minéraux se traduit par le développement d'un litage bien défini, avec l'alternance de rubans de quartz et de lits phylliteux.